# MisThy
黎蒂玉 (1995年11月12日—) ）通常以她的艺名MisThy为人所知，是越南女主播、女视频游戏玩家、女YouTuber和女演员。她被称为越南顶级女主播之一。